# 고려 안종
안종(安宗, ? ~ 996년 7월 24일(음력 7월 7일))은 고려의 추존 국왕이다. 성은 왕(王) 이름은 욱(郁)이다. 그는 태조와 신성왕후의 아들이자 현종의 아버지이다.
경종의 계비인 헌정왕후와 사통하여 아들 대량원군 왕순을 두었는데, 순은 후일 고려의 제8대 왕 현종이 된다. 선왕의 왕후와 간통한 죄로 사수현(지금의 경상남도 사천시)에 유배되었다가 배소에서 사망한다.

## 생애

### 출생과 가계
태조 왕건의 아들로, 어머니는 제5비 신성왕후이다. 생모 신성왕후는 신라의 왕족이자 경순왕의 사촌누이로, 935년 11월 신라가 고려에 항복 의사를 표하며 시집보낸 여성이다. 따라서 왕욱은 936년에서 태조가 사망하는 943년 사이에 태어났을 것으로 추정된다.
고려사에 의하면 경순왕은 고려에 귀부하면서 "우리 백부 지대야군사 잡간 김억렴에게 딸이 있어 덕과 용모가 쌍미한지라 이가 아니면 내정을 구비할 수 없을 것이라."고 하여 신성왕후를 적극 추천했다 한다.

### 헌정왕후와의 불륜
981년 경종이 사망하면서 경종의 제4비인 헌정왕후는 궁에서 나와 살았다. 이때 그 이웃에 왕욱이 살았는데, 두 사람은 자주 왕래하다보니 함께 지내는 시간이 많아졌고, 결국 정을 통해 헌정왕후는 왕욱의 아이를 가지게 되었다. 당시 이 일은 주변사람들이 모두 쉬쉬하여 조정에서는 모르고 있었는데, 어느 날 왕욱의 노비가 왕욱의 집에 일부러 불을 질러 이 일에 대해 위문차 왕욱의 집에 왔던 성종(헌정왕후의 친오빠)에게 이 일을 보고하였다.
성종에게 모든 일이 알려진 직후 헌정왕후는 자신의 집으로 돌아가다가 갑자기 산고를 느껴 아이를 낳고는 곧바로 죽었고, 왕욱은 선왕의 태후를 범한 죄로 탄핵받고 경상도 사수현으로 귀양을 가게 되었다. 이때 태어난 아이가 왕순(훗날의 현종)이다. 헌정왕후와 왕순은 모두 태조의 손녀, 손자이니, 그들은 모자지간이면서 사촌남매간이 되는 셈이다.
헌정왕후의 아버지 대종 왕욱은 태조와 신정왕후의 아들로 안종 왕욱의 이복 형이고, 헌정왕후는 안종의 조카딸이다. 또한 헌정왕후는 그의 또다른 이복 형인 광종의 아들이자 그의 이복 조카인 경종와 결혼하였으므로 그에게는 조카며느리도 된다.

### 유배 이후
헌정왕후는 출산 도중 사망하고, 그는 선왕의 태후를 범한 죄로 경상도 사수현(지금의 경상남도 사천시)으로 유배되었다.
후일 왕순은 성종의 명에 의해 보모에게 맡겨졌다. 어느날 성종의 명으로 왕순이 궁에 들어와 성종과 대면하게 되는데, 이때 왕순이 성종의 무릎 위로 기어올라오며 '아비, 아비'라고 불렀다. 이때 성종은 눈물을 흘리며 왕순을 아버지 왕욱에게 보냈다. 왕욱은 사망하는 996년까지 귀양지에서 아들 왕순과 함께 살았고, 왕순은 왕욱이 사망한 이듬해인 997년에 개경으로 돌아와 왕위에 오르기까지 파란만장한 시간을 보내게 된다.
그는 헌정왕후와의 사이에서 1남(현종 왕순)을 낳았다. 훗날 아들 왕순이 왕위에 올라 왕욱의 묘호를 안종(安宗)이라 하고, 시호를 효목대왕(孝穆大王)이라 하여 태묘에 합사했다. 훗날 여러 시호가 가상되고 고쳐져 안종헌경성덕효의대왕(安宗憲景聖德孝懿大王)이라 하였다. 능은 무릉(武陵)이다.
한편 안종의 생모가 신성왕후가 아닌 대량원부인 이씨(大良院夫人 李氏)일 것이라는 설도 있다.

## 가족 관계
| 미상 | 996년 7월 24일 (음력 7월 7일) 고려 경상도 사수현 |

|    |                                                   | 생몰년        | 부모                                  | 비고            |
| -- | ------------------------------------------------- | ------------- | ------------------------------------- | --------------- |
| 부 | 태조 太祖                                         | 877년 - 943년 | 세조 世祖 위숙왕후 한씨 威肅王后 韓氏 | 고려 제1대 국왕 |
| 모 | 신성왕후 김씨 神成王后 金氏 신성왕태후 神成王太后 | 미상          | 김억렴 金億廉 미상                    |                 |

| 시호 | 시호                                                  | 본관 | 생몰년                                | 부모                                  | 비고                                    |
| ---- | ----------------------------------------------------- | ---- | ------------------------------------- | ------------------------------------- | --------------------------------------- |
| 왕후 | 보화왕후 유씨                                         | 미상 | 미상                                  |                                       |                                         |
| 사통 | 헌정왕후 황보씨 獻貞王后 皇甫氏 효숙왕태후 孝肅王太后 | 황주 | 960년 이전 - 992년 960년 이전 - 993년 | 대종 戴宗 선의왕후 유씨 宣義王后 柳氏 | 제5대 경종의 왕비 경종 사후 안종과 사통 |

|   |                             | 이름  | 생몰년         | 생모            | 배우자 | 비고       |
| - | --------------------------- | ----- | -------------- | --------------- | --- | ---------- |
| 1 | 현종 顯宗 대량원군 大良院君 | 순 詢 | 992년 - 1031년 | 헌정왕후 황보씨 | 원정왕후 김씨 元貞王后 金氏 원화왕후 최씨 元和王后 崔氏 원성왕후 김씨 元成王后 金氏 원혜왕후 김씨 元惠王后 金氏 원용왕후 유씨 元容王后 柳氏 원목왕후 서씨 元穆王后 徐氏 원평왕후 김씨 元平王后 金氏 | 제8대 국왕 |

| 시호 | 시호                  | 생몰년 | 생모          | 배우자 | 비고 |
| ---- | --------------------- | ------ | ------------- | ------ | ---- |
| 1    | 성목장공주 成穆長公主 | 미상   | 보화왕후 유씨 | 미상   |      |

## 안종이 등장하는 작품
- 《천추태후》(KBS, 2009년, 배우:김호진)
- 《달의 연인 - 보보경심 려》(SBS, 2016년, 백아, 배우:남주혁)

## 같이 보기
- 신라
- 헌정왕후
- 헌애왕후
- 현종

## 참고 자료
- 《고려사》〈열전〉